# Fleur de poison 2 : Lily
Pour les articles homonymes, voir Poison Ivy.
Série
Fleur de poison
(1992) Fleur de poison 3 : La Dernière Séduction
(1997)
Pour plus de détails, voir Fiche technique et Distribution.
Fleur de poison 2 : Lily (Poison Ivy II: Lily) est un film américain de 1996 réalisé par Anne Goursaud et avec pour acteurs principaux Alyssa Milano, Johnathon Schaech et Xander Berkeley. Il s'agit du deuxième volet de la série des films Fleur de poison. Le premier film, avec Drew Barrymore à l'affiche, était sorti en 1992. 
Le film est sorti en vidéo avec le slogan: « Angélique, séductrice, diabolique, Lily voulait tout réussir comme Ivy. »

## Synopsis
Lily (Alyssa Milano), une jeune fille réservée et sans problèmes du Michigan, débarque à Los Angeles pour suivre des cours d'art à l'université. Dans sa nouvelle demeure, elle découvre une boîte qui appartenait à une certaine Ivy, fille qu'elle n'a jamais connue. Dans cette boîte, elle trouve des photos de nu ainsi que le journal intime d'Ivy. Lily change alors radicalement de comportement. Elle cherche à ressembler à Ivy, et suit ses conseils qui prônent une plus grande libération sexuelle.
Le nouveau comportement de Lily inquiète ses colocataires ainsi que Gredin (Johnathon Schaech), son petit-ami et camarade de  classe qui vit près de chez elle. À l'inverse, il excite son professeur d'art, Donald Falk (Xander Berkeley), qui semble de plus en plus obsédé par son étudiante qui est aussi la baby-sitter de sa fille.

## Fiche technique
- Titre français : Fleur de poison 2 : Lily
- Titre québécois : Fleur de poison 2 : Lily
- Titre original : Poison Ivy II : Lily
- Réalisation : Anne Goursaud
- Scénario : Chloe King
- Producteur : Paul Hertzberg et Catalaine Knell
- Musique : Joseph Williams
- Langue : Anglais
- Photographie : Suki Medencevic
- Montage : Terilyn A. Shropshire
- Décors : Robert de Vico et Christine Stocking
- Pays :  États-Unis
- Langue : anglais
- Format : couleur - 1,85 : 1 - Ultra Stereo
- Date de sortie en vidéo :  États-Unis : 16 janvier 1996

## Distribution
- Alyssa Milano (VQ : Camille Cyr-Desmarais) : Lily Leonetti
- Johnathon Schaech (VQ : Gilbert Lachance) : Gredin
- Xander Berkeley (VQ : René Gagnon) : Donald Falk
- Belinda Bauer (VQ : Anne Bédard) : Angela Falk
- Camilla Belle (VQ : Liane L'Allier Matteau) : Daphna Falk
- Kathryne Dora Brown : Tanya
- Walter Kim : Robert
- Victoria Haas : Bridgette
- Mychal Wilson : Spin
- Howard Brown : Rocco
- Tara Ellison : Catherine
- Joey Krees : Peter
- Kate Rodger : Isabel

Source et légende : Version québécoise (VQ) sur Doublage.qc.ca.

## Commentaires
- Le film est connu pour être l'une des tentatives d'Alyssa Milano de casser son image de « petite fille sage » qui lui colle à la peau depuis Madame est servie. Après l'arrêt de cette série télévisée qui la fit connaître du grand public, l'actrice est en effet apparue dans quelques films la montrant nue et dans des scènes à caractère érotique.
- Ce film fut aussi un film d'adieu ; le dernier film de l'actrice Belinda Bauer avant qu'elle ne mette un terme à sa carrière.